# Petrobrasaurus
Petrobrasaurus – rodzaj dużego zauropoda z kladu Titanosauria żyjącego w późnej kredzie (santon) na terenach dzisiejszej Ameryki Południowej. Gatunkiem typowym jest P. puestohernandezi opisany na podstawie dwóch zębów, tylnej części kręgu szyjnego, trzech niekompletnych tylnych kręgów grzbietowych, niekompletnego łuku tylnego kręgu grzbietowego, niekompletnego trzonu kręgu grzbietowego, niekompletnego trzonu pierwszego kręgu ogonowego, pięciu przednich kręgów ogonowych, prawej kością ramiennej, lewej i prawej płyty mostkowej (sternal plate), czterech kości śródręcza, obu kości udowych, końca dalszego prawej kości piszczelowej, lewej kości piszczelowej bez końca dalszego, fragmentu szypułki biodrowej (iliac peduncle) prawej kości biodrowej, lewej kości łonowej, fragmentów szewronów, żeber, fragmentów żeber szyjnych i innych skamieniałości, których nie można jednoznacznie zidentyfikować. Kości P. puestohernandezi odkryto w osadach (należącej do grupy Neuquén i podgrupy Río Neuquén) formacji Plottier niedaleko miejscowości Rincón de los Sauces w argentyńskiej prowincji Neuquén. Autorzy opisu P. puestohernandezi wyróżnili dziewięć autapomorfii tego gatunku, w tym m.in. dodatkową tylną blaszkę kostną łączącą trzon kręgu z wyrostkiem poprzecznym górnym kręgu (accessory posterior centrodiapophyseal lamina) bardziej rozbudowaną niż tylna blaszka kostna łącząca trzon z tym wyrostkiem (posterior centrodiapophyseal lamina); tylną blaszkę kostną łączącą trzon kręgu z wyrostkiem poprzecznym dolnym kręgu (posterior centroparapophyseal lamina) przedłużoną poza punkt styku z dodatkową tylną blaszką łączącą trzon z wyrostkiem poprzecznym górnym; obecność dużego, półkolistego wgłębienia na nieznacznie wklęsłej powierzchni znajdującej się pomiędzy tylną blaszką kostną łączącą trzon kręgu z wyrostkiem poprzecznym górnym kręgu, dodatkową tylną blaszką kostną łączącą trzon z tym wyrostkiem oraz wspomnianym przedłużeniem tylnej blaszki kostnej łączącej trzon z wyrostkiem poprzecznym dolnym kręgu; oraz obecność dużego wgłębienia między tylnym wyrostkiem stawowym kręgu (postzygapophysis) a blaszką kostną łączącą wyrostek kolczysty kręgu z przednim wyrostkiem stawowym kręgu (spinoprezygapophyseal lamina); oraz obecność małych, półkolistych wgłębień po obu stronach podstawy blaszki kostnej znajdującej się na przedniej powierzchni wyrostka kolczystego kręgu (prespinal lamina).
Kręgi Petrobrasaurus niektórymi cechami budowy przypominają kręgi Mendozasaurus neguyelap, co może dowodzić, że P. puestohernandezi jest przedstawicielem kladu Lognkosauria obejmującego rodzaje Mendozasaurus i Futalognkosaurus (a być może także Puertasaurus i Traukutitan). Przynależności Petrobrasaurus do Lognkosauria nie potwierdziła jednak przeprowadzona przez autorów jego opisu analiza kladystyczna (w oparciu o macierz danych z analizy Calvo i współpracowników z 2007 r.); według tej analizy P. puestohernandezi był w nierozwikłanej politomii z szeregiem innych tytanozaurów u podstawy drzewa filogenetycznego kladu Eutitanosauria. Obecnie nie można zatem stwierdzić, z jakimi innymi tytanozaurami był blisko spokrewniony Petrobrasaurus i możliwe jest jedynie sklasyfikowanie go jako przedstawiciela kladu Titanosauria o niepewnej pozycji filogenetycznej.